# Uisenma Borchu
Uisenma Borchu (nacida Uizenmaagiin Borkhüü, en mongol, Үйзэнмаагийн Борхүү) (Ulan Bator, 1 de junio de 1984) es una cineasta y actriz alemana de origen mongol. En 1989, se trasladó con su familia de Mongolia a Alemania del Este, donde creció. Durante el período 2006-2015, estudió cine documental en la Universidad de Televisión y Cine de Múnich.

## Filmografía
- 2007: Donne-moi plus.
- 2011: Himmel voller Geigen (Cielo lleno de violines).
- 2012: Khuyagaa – Tag im Leben herramientas Nomadenjungen (Khuyagaa: la vida diaria de un nómada).
- 2012: Preis des Goldes (El precio del oro).
- 2015: Schau mich nicht so an.
- 2018: Asphaltgorillas (Gorilas de asfalto).
- 2020: Schwarze Milch (Black Milk).[1]

## Premios
- 2012: Megaherz Film School Award por Himmel voller Geigen (2011) en el 27º Festival Internacional de Cine Documental de Múnich (DOK.fest Munich), Alemania.[2]
- 2015: Fipresci Film Critics Prize para Schau mich nicht so an. [3]
- 2015: Bayerischer Filmpreis (Bavarian Film Awards).[4]
- 2016: «Mujer mongola del año» de la Asociación para el Desarrollo de Mujeres Mongoles en Europa.